# Andreas Ausenius
Andreas Ausenius, född 1634 i Västerlösa socken, Östergötlands län, död 6 juni 1681 i Varvs socken, Östergötlands län, han var en svensk kyrkoherde i Varvs församling.

## Biografi
Andreas Ausenius föddes 1634 på Ås i Västerlösa socken. Han var son till bonden Lars Persson. Ausenius blev i november 1654 student vid Uppsala universitet, Uppsala och inskrevs i universitetets matrikel 1655. Han prästvigdes 4 oktober 1661 till komminister i Landeryds församling, Landeryds pastorat och blev 1665 krigspräst. Ausenius blev 1668 komminister i Styra församling, Varvs pastorat och 1675 kyrkoherde i Varvs församling, Varvs pastorat. Han avled 6 juni 1681 i Varvs socken.

### Familj
Ausenius gifte sig 25 mars 1669 med Brita Collin. Hon var dotter till kyrkoherden Laurentius Nicolai Vinnerstadius och Brita Svensdotter i Varvs socken. De fick tillsammans barnen Johannes Andreæ Ausenius (1669–1734), Lars, Kerstin Brita, Agneta Catharina (född 1676), Maria (1677–1752) och Sara (1680–1754).